# Orhan Pamuk

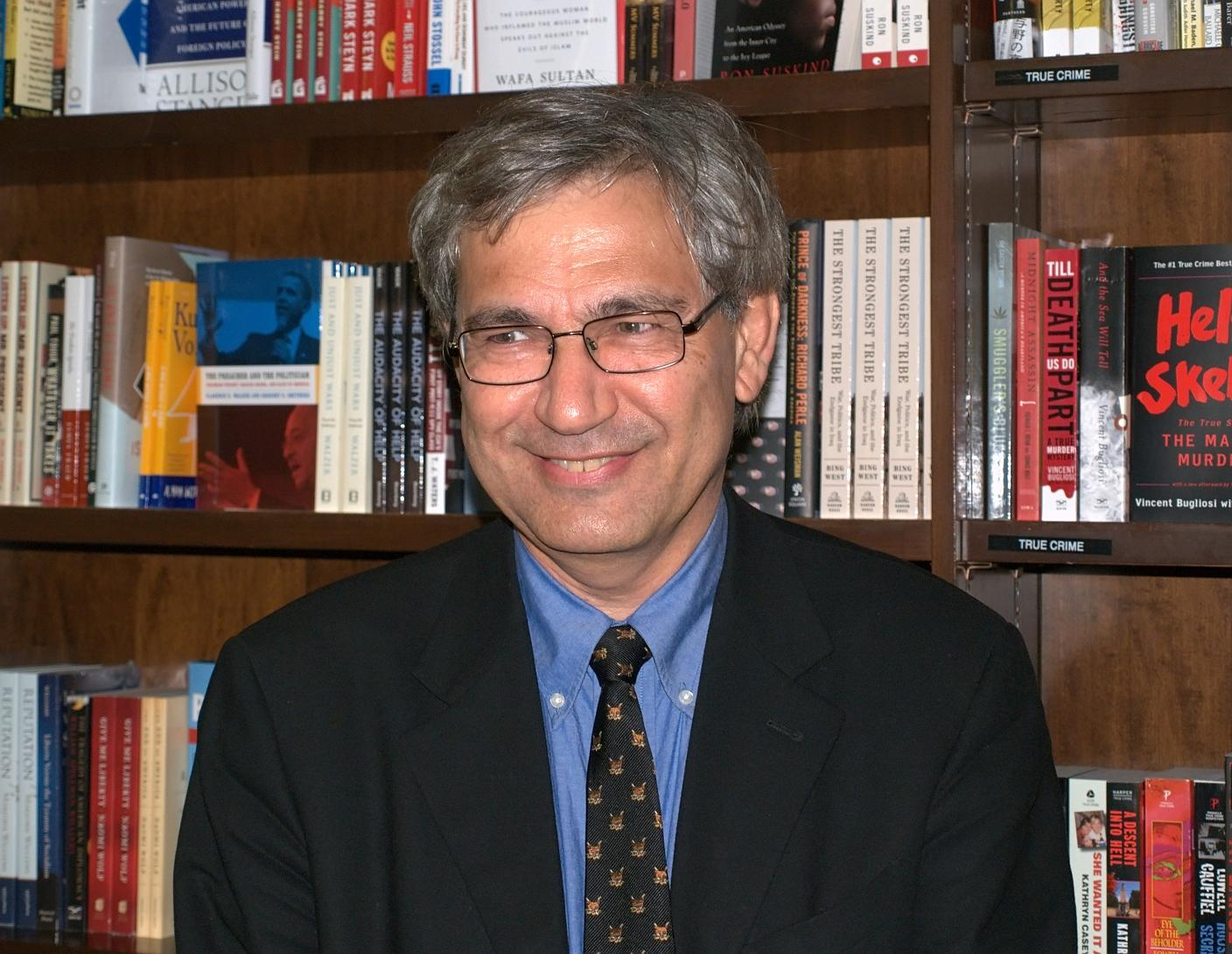
Orhan Pamuk (2009)

Orhan Pamuk (* 7. Juni 1952 in Istanbul) ist ein türkischer Schriftsteller. Er gilt als einer der international bekanntesten Autoren seines Landes und wurde als erster türkischer Schriftsteller 2006 mit dem Literatur-Nobelpreis ausgezeichnet. Sein Werk umfasst 11 Romane (Stand 2021), ein autobiografisches Erinnerungsbuch sowie zahlreiche Essays. Es ist in 35 Sprachen übersetzt und in über 100 Ländern veröffentlicht worden.

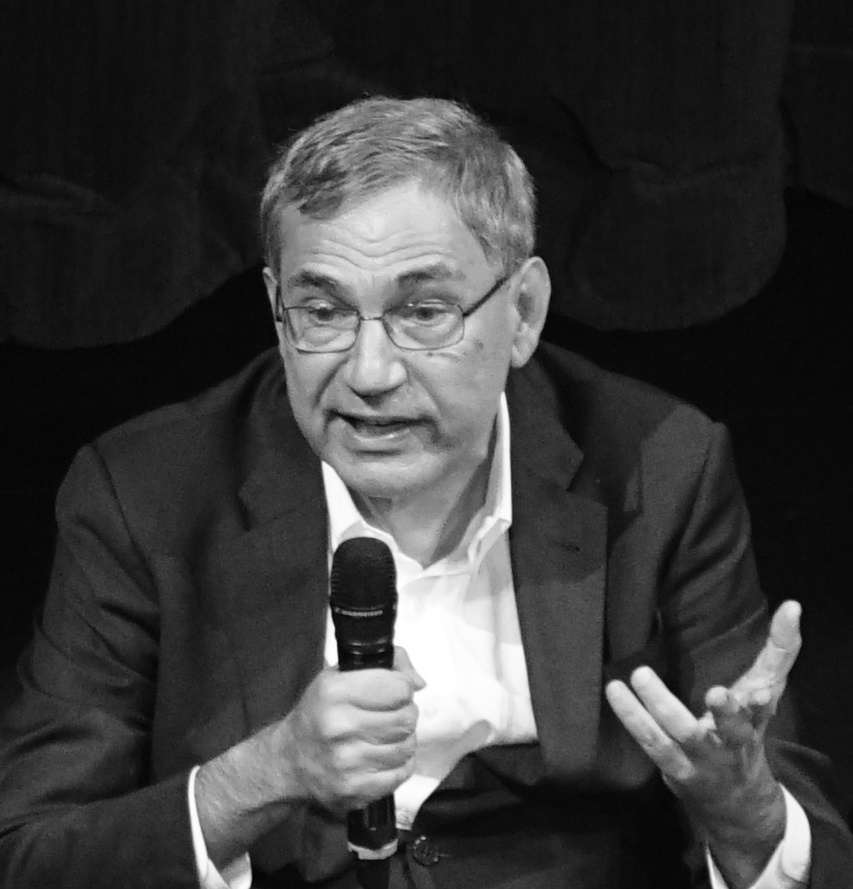
Pamuk auf einem Kongress 2017

Unterschrift von Orhan Pamuk

In seinen Arbeiten vermittelt Pamuk zwischen dem modernen europäischen Roman und der Erzähltradition des Orients. Auch sein im Wesentlichen menschenrechtlich begründetes politisches Engagement zeigt ihn in einer beide Seiten fordernden Mittlerposition zwischen der Türkei und Europa.

## Biografische Aspekte

### Kindheit und Jugend
Orhan Pamuk wurde 1952 in Istanbul geboren und ist sein Leben lang mit der Stadt eng verbunden. Seine Eltern gehörten der westlich orientierten, wohlhabenden Mittelschicht an. Pamuks Großvater war als Ingenieur und Industrieller beim Eisenbahnbau zu Reichtum gekommen. Sein Vater war ebenfalls Ingenieur. Pamuk hat einen älteren Bruder und eine jüngere Halbschwester. Zusammen mit der Großmutter, Onkeln und Tanten bewohnte die Familie ein fünfstöckiges Haus im Viertel Nişantaşı im Istanbuler Stadtteil Şişli nördlich des Bosporus. Die Familie unterstützte Atatürks Modernisierung der Türkei und war westlich orientiert. Insbesondere der Vater hatte zahlreiche kulturelle Interessen:

„Ich bin in einem Haus aufgewachsen, in dem viele Romane gelesen wurden. Mein Vater hatte eine umfangreiche Bibliothek und erzählte von den großen Schriftstellern wie Thomas Mann, Kafka, Dostojewski oder Tolstoi so, wie andere Väter zu Hause vielleicht von Generälen oder von Heiligen sprachen. Schon als Kind waren für mich all diese Romane und Autoren eins mit dem Begriff Europa.“

Nach der Grundschule besuchte Pamuk das englischsprachige Robert College. Früh setzte er sich intensiv mit der Malerei auseinander und hatte bereits als Jugendlicher den Wunsch, Künstler zu werden. Dennoch begann er – wie schon der Großvater und der Vater – an der Technischen Universität Istanbul ein Architekturstudium. Er brach das Studium nach einigen Jahren ab, beschloss die Malerei aufzugeben und Schriftsteller zu werden. Auch um dem Militärdienst zu entgehen, wechselte er an die Universität Istanbul und erwarb 1977 einen universitären Abschluss als Journalist.

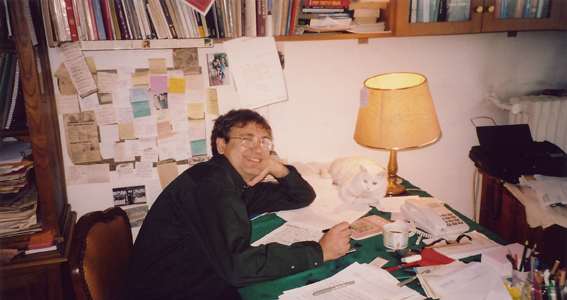
Pamuk an seinem Schreibtisch zu Beginn seiner Karriere

### Beginn der Karriere
1974 begann er mit der Arbeit an seinem ersten Roman Cevdet und seine Söhne (Cevdet Bey ve Oğulları). Pamuk lebte in dieser Zeit ohne eigenen Verdienst bei seiner Mutter im Sommerhaus auf einer der Prinzeninseln im Marmarameer. Zusammen mit Mehmet Eroğlu gewann er 1979 den Romanwettbewerb des Verlagshauses Milliyet. Der Roman wurde 1982 unter dem Titel Cevdet Bey ve Oğulları erstmals veröffentlicht. 1983 gewann er den Orhan-Kemal-Literaturpreis.
1982 heiratete Pamuk Aylin Türegün. 1991 wurde die Tochter Rüya geboren. Die Ehe wurde 2002 geschieden. Von 1985 bis 1988 hielt sich Pamuk zusammen mit seiner Frau, die an der Columbia University in New York promovierte, in den USA auf. Dort arbeitete er an seinem dritten Roman Das schwarze Buch (Kara Kitap). Mit diesem 1990 veröffentlichten Roman gelang Pamuk der internationale Durchbruch.
Bis auf den dreijährigen USA-Aufenthalt wohnt Pamuk seit seiner Geburt immer in Istanbul. Die Verbundenheit mit der Stadt bringt er in zahlreichen Werken zum Ausdruck.

„Im Gegensatz zu früher ist für mich heute Istanbul das Zentrum der Welt, und zwar nicht nur deshalb, weil ich hier fast mein ganzes Leben verbracht habe, sondern auch, weil ich seit dreiunddreißig Jahren die Straßen, die Brücken, die Menschen, die Hunde, die Moscheen, die Brunnen, die seltsamen Helden, die Läden, die bekannten Persönlichkeiten, die wunden Punkte, die Tage und Nächte dieser Stadt beschreibe und mich stets mit alledem identifiziere. Die Vorstellungen, die ich dabei habe, entwickeln ein Eigenleben und werden in meinem Kopf wichtiger als die Stadt selbst, in der ich wohne.“

## Literarische Positionen, Motive und Themen

### Gegenüberstellung von Moderne und Tradition oder Orient und Okzident
Pamuks Werke reflektieren das Identitätsproblem der seit osmanischen Zeiten zwischen Orient und Okzident hin- und hergerissenen türkischen Gesellschaft. Er thematisiert dabei insgesamt das Verhältnis zwischen diesen beiden Kulturräumen und behandelt universale Themen wie das Verhältnis von Christentum und Islam oder Moderne und Tradition. Er, so heißt es in der Begründung der Friedenspreis-Verleihung, gehe wie kein anderer Dichter unserer Zeit den historischen Spuren des Westens im Osten und des Ostens im Westen nach. Er sei einem Begriff von Kultur verpflichtet, der ganz auf Wissen und Respekt vor dem anderen gründe.
Istanbul als Stadt mit einer 2000-jährigen Geschichte genau an der Grenze zwischen den beiden Sphären ist der ideale Kristallisationspunkt für diese Thematik. Räumlich ist die Handlung der meisten Romane Pamuks in Istanbul bzw. der näheren und weiteren Umgebung der Stadt angesiedelt. In den Romanen Rot ist mein Name (Benim Adım Kırmızı, 1998) und Die weiße Festung (Beyaz Kale, 1985) greift er auf historische Stoffe aus der Zeit des Osmanischen Reichs im 16. Jahrhundert zurück. Die frühen Romane Cevdet und seine Söhne (Cevdet Bey ve Oğulları, 1982) und Das stille Haus (Sessiz ev, 1983) haben die Entwicklung der Türkei zu Beginn des 20. Jahrhunderts als Hintergrund, während die Handlung von Das schwarze Buch (Kara Kitap, 1990) und Das neue Leben (Yeni Hayat, 1994) in der Gegenwart angesiedelt ist. Unabhängig von der Handlungszeit thematisieren aber alle Romane das kontroverse und konfliktreiche Verhältnis von islamischen, osmanischen bzw. persischen Traditionen und den Anforderungen der Gegenwart und modernen Entwicklungen, die meist im europäischen Westen ihren Ursprung haben.

### Erzähltechnik
In vielen Romanen Pamuks lassen sich zahlreiche intertextuelle Bezüge finden. Dabei greift der Autor auf im Westen nicht sehr bekannte historische Stoffe aus der persischen bzw. osmanischen Tradition zurück. Ein häufig wiederkehrendes Motiv sind die dem persischen Nationalepos Schāhnāme entnommenen Mythen, die zum Teil in Form einer Art Binnenhandlung von verschiedenen Protagonisten des Romans ausführlich dargelegt werden. Beispielsweise erzählt der Islamistenführer Lapislazuli in Schnee (Kar, 2002) dem Protagonisten Ka die Geschichte von Rostam und Sohrab als Gleichnis. In Rot ist mein Name (Benim Adım Kırmızı, 1998) sind Bezüge auf Mythen und Märchen ein zentrales Stilelement. Neben der bereits erwähnten Legende von Rostam ist die unglückliche Liebe zwischen Chosrau und Schirin ein Leitmotiv des Romans. Die Funktion dieser intertextuellen Bezüge ist vielschichtig. In jedem Fall verweisen sie auf eine vergessene oder negierte Vergangenheit der Türkei.
Darüber hinaus finden sich in vielen seiner Romane auch Zitate und Anspielungen aus dem europäischen Kulturraum. Der junge Protagonist aus dem Roman Die rothaarige Frau (Kırmızı Saçlı Kadın, 2016) erzählt dem Brunnenbauer Meister Mahmut den Mythos von Ödipus. Im Roman Das neue Leben (Yeni Hayat, 1994) finden sich Bezüge auf die deutsche Romantik, insbesondere auf Heinrich von Ofterdingen von Novalis. Der Titel spielt auf Dantes Jugendwerk Vita nova an. Pamuk verknüpft verschiedene kulturelle Elemente der westlichen und der östlichen Hemisphäre. Zentrales Anliegen ist dabei das Fruchtbarmachen von beiden Traditionslinien. Dabei kreist die Auseinandersetzung zwischen Imitation und Kopie der Moderne bzw. Auseinandersetzung und Synthese zwischen Ost und West.
Aufgrund ihrer vielschichtigen Struktur und der zahlreichen intertextuellen Bezüge werden viele Werke Pamuks zur Postmoderne gezählt. Die wechselnde Erzählperspektive hebt das subjektive Empfinden unterschiedlicher Protagonisten hervor. Im Roman Rot ist mein Name (Benim Adım Kırmızı, 1998) erzählen elf verschiedene Haupt- und Nebencharaktere das Geschehen aus ihrer Sicht. Der Autor überschreitet die Grenzen der realen Welt, wenn er einen Baum oder den bereits ermordeten Maler sprechen lässt. Andere Romane (z. B. Schnee, Kar, 2002 oder das neue Leben, Yeni Hayat, 1994) sind aus Sicht eines berichtenden Ich-Erzählers geschrieben, der nicht selten den Vornamen des Autors hat.

### Autobiografische Einflüsse
Der Autor stellt in seinen Veröffentlichungen immer wieder eine Verbindung zwischen persönlichen Erlebnissen und seinem schriftstellerischen Schaffen her. Zahlreiche Romane, insbesondere die frühen, weisen autobiografische Einflüsse auf. Eindeutig autobiografisch ist das Werk Istanbul – Erinnerung an eine Stadt (İstanbul – Hatıralar ve Şehir, 2003), in dem Pamuk seine Kindheit und Jugend dort sowie die Entwicklung der Stadt im 19. und 20. Jahrhundert beschreibt. Die Reiseberichte und alte Abbildungen aus dem 19. Jahrhundert sowie die Darstellung türkischer Schriftsteller weiten den Blickwinkel, die Darstellung bleibt aber bei einer sehr persönlichen Sichtweise. Letztlich geht es in dem Werk auch um die Frage, wie der Ich-Erzähler zu dem geworden ist, der er ist. Das Werk endet mit dem Entschluss, Schriftsteller zu werden.

In der Dankesrede zum Erhalt des Friedenspreises des Deutschen Buchhandels 2005 erläutert Pamuk, wie sich Erlebtes und Erdachtes aus seiner Sicht zueinander verhalten. Er hebt dabei die Gemeinsamkeiten zwischen Schriftsteller und Leser hervor, wenn er sagt, dass die Menschen in einem Roman Situationen erleben sollen, die „wir kennen, die uns beschäftigen, die unserer Lage ähneln. Wir möchten vor allem, dass ein Roman von Menschen handelt, die uns gleichen, oder noch besser: dass er von uns selbst handelt.“ Leser und Autor verfolgen gewissermaßen das gleiche Interesse: sie wollen sich in den Figuren wiedererkennen können. Diese Feststellung unterstreicht er, wenn er davon berichtet, dass er als 17-Jähriger die Buddenbrooks gelesen habe und – ohne etwas von Thomas Mann zu wissen – sich „ohne weiteres“ mit der Familiengeschichte identifizieren konnte. „Die wundersamen Mechanismen der Romankunst dienen dazu, der ganzen Menschheit unsere eigene Geschichte als die Geschichte eines anderen zu unterbreiten.“ Den Vorwurf, ein Roman könne zu viele autobiografische Züge aufweisen, lässt Pamuk offensichtlich nicht gelten. Für den Schriftsteller geht der Prozess des Schreibens in zwei Richtungen: „Er eröffnet uns die Möglichkeit, sowohl unser Leben als das eines Anderen zu erzählen, als auch das Leben von anderen Menschen als das unsere zu schildern.“ Wenn der Schriftsteller sich in eine literarische Figur hinein versetzt, eignet er sich den „Anderen“ an und erweitert somit seinen eigenen Horizont und auch den des Lesers. 
„Der Romanschriftsteller spürt, dass aufgrund der Funktionsweise der von ihm ausgeübten Kunst eine Identifikation mit dem ‚Anderen‘ fruchtbare Ergebnisse zeitigen wird. Er weiß, dass es ihn befreien wird, genau andersherum zu denken, als es der allgemeinen Erwartung entspricht. Die Geschichte des Romans kann auch als die Geschichte der Möglichkeit geschrieben werden, sich in andere hineinzuversetzen und sich durch dieses Vorstellungsvermögen zu verändern, ja zu befreien.“

### Literarische Vorbilder
Als literarische Vorbilder sind zunächst die „großen“ Romanschriftsteller des 19. und beginnenden 20. Jahrhunderts zu nennen, mit denen Pamuk früh in der Bibliothek seines Vaters Bekanntschaft gemacht hat. Der Autor erwähnt in Reden immer wieder Fjodor M. Dostojewski oder auch Thomas Mann. Außerdem werden Lew N. Tolstoi, William Faulkner, Virginia Woolf, Vladimir Nabokov und Marcel Proust zu seinen Vorbildern gezählt. Die Rezeption dieser „westlichen Weltliteratur“ vermittelte ihm nach eigenen Aussagen aber auch das Gefühl, „nicht im Zentrum zu stehen“ und als Türke ausgeschlossen zu sein.
Auch türkische Schriftsteller haben Pamuk beeinflusst. Zu nennen ist Ahmet Hamdi Tanpınar (1901–1962), dessen Kontext der Melancholie bzw. des „Hüzün“ er aufnimmt und weiterführt. Ein weiteres Vorbild könnte der experimentelle Autor Oğuz Atay (1934–1977) sein.
Einige spätere Werke Pamuks werden mit Autoren wie Jorge Luis Borges, Italo Calvino, Paul Auster und Gabriel García Márquez in Zusammenhang gebracht.

## Einzelne Werke

### Romane

#### Cevdet und seine Söhne
Pamuks zwischen 1974 und 1978 entstandener Erstling Cevdet und seine Söhne (türk.: Cevdet Bey ve Oğulları) erzählt in drei Teilen entscheidende Entwicklungen der Kaufmanns- und Fabrikantenfamilie Işıkçı vor dem Hintergrund der wechselhaften, durch Reformbewegungen nach europäischem Vorbild geprägten, türkischen Historie im 20. Jahrhundert. Der Roman wurde erstmals 1982 in der Türkei veröffentlicht und erschien 2011 in der deutschen Übersetzung.
Die Haupthandlung beginnt 1905 mit der Heirat des Firmengründers Cevdet mit Nigân, der Tochter einer angesehenen Paschafamilie, und endet mit deren Tod 1970. Am Beispiel der Titelfigur, seiner Kinder Osman, Refik, dessen Freunden Ömer und Muhittin, sowie Ayşe und des Enkels Ahmet gestaltet der Autor unterschiedliche Konzeptionen, welche in den späteren Werken variierend aufgegriffene zentrale Themen behandeln: die Suche nach dem Sinn des Lebens, das Schwanken zwischen den Schwerpunkten Familie, Geschäft und Selbstfindung sowie Karriere und Moral, die Diskussionen über Tradition und Fortschritt, die künstlerische Verarbeitung der Realität und das politische Engagement. Dabei repräsentieren Osman und sein Sohn Cemil einerseits und Refik sowie dessen Sohn Ahmet andererseits zwei kontrastierende Entwicklungslinien. Durch die breit angelegte personale Vernetzung und die verschiedenen Handlungsorte Istanbul, Ankara und die ländliche Region um Kemah entsteht ein differenziertes Bild des Wandels der türkischen großbürgerlichen Gesellschaft.

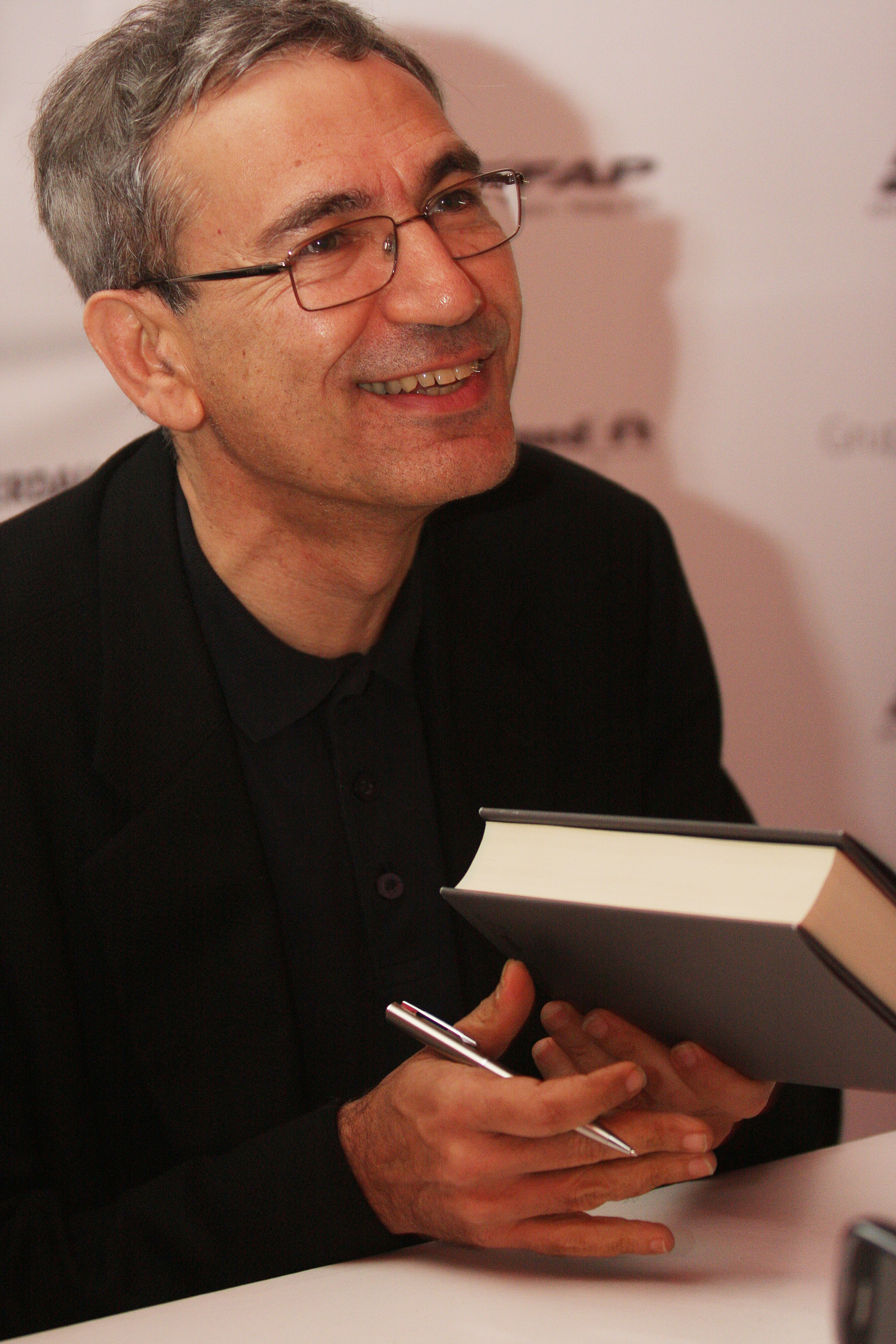
Orhan Pamuk – 2000

#### Das stille Haus
Zwischen 1980 und 1983 schrieb Pamuk seinen zweiten, 1983 publizierten Roman Das stille Haus (Sessiz ev), der 2009 in der deutschen Übersetzung veröffentlicht wurde. Wie in seinem Erstling Cevdet und seine Söhne zeichnet er ein differenziertes Bild der türkischen Gesellschaft im 20. Jahrhundert in der Spannung zwischen Tradition und Reformbemühungen am Beispiel einer Familie. Eingeschoben in die siebentägige Handlung in Cennethisar bei Gebze am Marmarameer sind die Erinnerungen von fünf Erzählern aus drei Generationen: Dabei legen sie die Hintergründe der Geschichte des Großvaters, des Arztes und radikalen Aufklärers Selâhattin Darvinoğlu, frei, der mit der traditionell-konservativen Fatma aus dem Istanbuler Großbürgertum verheiratet ist. Dieser geht eine eheähnliche Beziehung zu seinem Dienstmädchen aus der armen Bevölkerungsschicht ein. Der nicht legalisierten Verbindung entstammen zwei, später als Diener und Losverkäufer arbeitende Söhne, der kleinwüchsige Recep und der hinkende İsmail, sowie ein Enkel, Hasan. Diese Nachkommen treffen nun im Juli 1980, in einer Zeit links- und rechtsradikaler Kontroversen und Gewalttaten zwei Monate vor dem Militärputsch, mit den drei ehelichen Enkeln (Faruk, Dozent für Geschichte, Nilgün, Soziologiestudentin, und Metin, Gymnasiast) aufeinander, was zu einem tragischen Ende der Sommerferienwoche führt.

#### Die weiße Festung
Der 1985 erstmals in der Türkei und 1990 beim Insel Verlag in der deutschen Übersetzung erschienene Roman Die weiße Festung (Beyaz Kale) berichtet von den Abenteuern eines jungen Venezianers, der bei einem Seegefecht in die Hände der Türken gerät. Als Sklave eines Hodschas, der am osmanischen Hofe eine Rolle spielt, und dem Ich-Erzähler auf verblüffende Weise ähnlich sieht, verstrickt er sich in eine Herr-und-Knecht-Beziehung, in der sich die beiden Kontrahenten immer ähnlicher werden. So klar die Rollen zwischen dem an westlicher Wissenschaft orientierten Venezianer und dem islamisch-konservativen Hodscha anfangs verteilt sind, so sehr verschwimmen die Konturen mit der Zeit. In einem raffinierten Vexierspiel werden Erwartungen der Leser an das typisch Orientalische aufgenommen, in Frage gestellt und schließlich ad absurdum geführt. Die erhoffte klare Trennung zwischen Ost und West erweist sich zunehmend als Illusion.
Literarisch erinnert Die weiße Festung an Umberto Ecos Der Name der Rose. Vor dem Hintergrund einer spannenden Handlung entfaltet sich die Welt der Köprülü-Großwesire, mischen sich „aufklärerische“ und „konservative“ Ideen der Zeit mit Geschichtsbildern, politischen Strategien und den ideologischen Machtkämpfen zwischen Sultan, Hof und Moschee. „Natürlich, eine alte Handschrift“, stellt Umberto Eco nicht ohne Ironie seinem Text voran. „Dieses Manuskript fiel mir 1982 in die Hände“, knüpft Orhan Pamuk an, und nennt damit das Erscheinungsjahr vieler Eco-Übersetzungen und vielleicht seiner Erstlektüre der „Rose“ als Funddatum, während Ecos Erzähler „sein“ Manuskript 1968, mitten in der für Eco bedeutsamen Studentenrevolte, gefunden haben will. Wie Ecos „Berichterstatter“ äußert der Erzähler Pamuks zunächst Zweifel an der Echtheit des Dokuments, zudem gibt er an, die Originalgeschichte nicht genau abgedruckt, sondern eher nachlässig nacherzählt zu haben.
Die weiße Festung ist insofern die Geschichte einer literarischen Entführung. Der Transfer des europäischen Romans in die moderne Türkei bereichert dabei beide Seiten. Verblüfft Eco in Der Name der Rose durch das verwirrende Arrangement moderner und mittelalterlicher Ansichten, so konfrontiert Pamuk den westlichen Leser mit unerwarteten Seiten osmanischer und europäischer Geschichte.

#### Das schwarze Buch
Der Roman Das schwarze Buch (Kara Kitap) erschien 1990 erstmals in der Türkei und 1995 in der deutschen Übersetzung beim Hanser Verlag. Er handelt von einer im Grunde recht einfachen Geschichte: Der junge Anwalt Galip wird von seiner schönen jungen Frau und Cousine Rüya verlassen. Es beginnt eine spannende Suche quer durch die Stadtviertel Istanbuls, durch Moscheen und Katakomben, durch Bars und Bordelle. Es mehrt sich der Verdacht, dass Rüya sich bei Celâl versteckt, ihrem Halbbruder, einem erfolgreichen Kolumnisten, dem großen Vorbild Galips. Celâl aber bleibt unauffindbar. Er ist offensichtlich in allerlei Machenschaften verstrickt, unterhält Verbindungen zur Mafia, zu Geheimorganisationen und Sekten.
Galip sucht verzweifelt nach Zeichen, nach Hinweisen in der Kolumne Celâls etwa, die immer wieder Bezug auf das Leben der Familie nimmt, versteckte Anspielungen und chiffrierte Botschaften enthält. Immer tiefer verstrickt sich Galip in die Kunst der Textauslegung, verfolgt Anweisungen mystischer Koraninterpreten, geht auf die Spurensuche in Celâls Texten und findet literarische Vorlagen, Schicksale, die Galip verarbeitet hat, lernt Menschen kennen, die ebenfalls auf der Suche sind. Es ist eine Suche nach Identität in einer Welt, in der sich Ost und West hoffnungslos vermischen und in der niemand „er selbst sein“ kann.
Orhan Pamuks Buch ist ein Dokument der Zerrissenheit, des Schwankens der Menschen zwischen sinnentleerten Traditionen, Aberglauben und westlichen Vorbildern von der großen Literatur bis zum Filmsternchen. Aber auch bei der Suche nach den wahren Quellen stößt er auf immer neue Mischungen. Auf dem Grunde des Bosporus finden diese Spuren zusammen, Kreuzritter und Sultane, Gangster und Gehenkte, alte Münzen und Alltagsgegenstände bilden den Boden, auf dem Istanbul wächst. In den alten Schächten finden sie sich, mystische Texte, vergessene Kleidungsstücke, die Gebeine Ermordeter, ein Kabinett von Wachsfiguren, die die Menschen Istanbuls verkörpern, bevor die Stadt ihre Identität verlor.
Wie in Llosas Roman Tante Julia und der Kunstschreiber mischt Pamuk die Erzählung mit Beiträgen des Journalisten, wobei die Geschichten beginnen, ihre Grenzen zu überschreiten. Realität und Kolumne verweisen aufeinander, die Figuren aus Celâls Geschichten tauchen in der Realität Galips auf, werden bedrohlich, interpretieren die Darstellung Celâls, sind ebenfalls auf der Suche nach dem verschollenen Autor. Am Ende fallen die Grenzen zwischen den Identitäten. Immer mehr wird Galip zu Celâl, sitzt in einer von Celâls geheimen Wohnungen und setzt die Kolumnenserie fort.

#### Das neue Leben
„Eines Tages las ich ein Buch, und mein ganzes Leben veränderte sich.“ Mit diesem Satz beginnt Orhan Pamuks literarisch vielleicht bedeutendster Roman, dessen Titel Das neue Leben (Yeni Hayat) auf Dantes gleichnamiges Werk anspielt. Die Geschichte des geheimnisvollen Buches verweist auf die deutsche Romantik, auf Novalis’ Heinrich von Ofterdingen und dessen Suche nach der blauen Blume. Es ist eine Geschichte von Liebe und Tod, von einer geheimnisvollen Reise, vom Spiel mit literarischen und mystischen Quellen aus Ost und West. Das Werk ist ein Klassiker in dem Sinne, dass man es, unbeeinflusst von allen geistesgeschichtlichen Spielereien, als geheimnisvollen Abenteuerroman lesen kann, gleichzeitig aber auch ein perfektes Spielzeug für den gebildeten Leser, der den Anspielungen, versteckten Zitaten und irreführenden Hinweisen nachgehen kann.

#### Rot ist mein Name
In seinem zwischen 1990 und 1998 entstandenen Roman mit dem auf die alte Symbolfarbe (Kap. 31) bezogenen Titel Rot ist mein Name (Benim Adım Kırmızı) erzählt der Autor die abenteuerliche Lebensgeschichte Karas und Şeküres, die mit dem Buchmalerstreit im Osmanischen Reich des 16. Jahrhunderts und einer sich daraus entwickelnden Kriminalhandlung verwoben ist. Er verlagert damit die aktuelle Thematik anderer Werke, die Spannung zwischen östlicher Tradition und westlichen Einflüssen, in eine historische Zeit mit sagenhaften Wurzeln.
Da die Werbung Karas um seine zwölfjährige Cousine von deren Vater abgelehnt wird, nimmt er eine Stellung als Sekretär des Finanzmeisters in östlichen Provinzen an, erlebt dort die Kriege gegen die Perser und kehrt 1591 nach zwölf Jahren als 36-Jähriger nach Istanbul zurück. Hier soll er den Oheim beim Schreiben eines Buches unterstützen. Er nimmt den Auftrag an, da Şeküre, inzwischen Witwe eines Soldaten, mit ihren zwei Söhnen Şevket und Orhan wieder im Haus ihres Vaters lebt und er hofft, nun seine Jugendliebe heiraten zu können. Der Oheim hat als Gesandter des Sultans Murad III. in Venedig die individuellen Renaissance-Porträts kennengelernt und soll für seinen Herrscher ein illustriertes Buch im neuen „fränkischen“ Stil anfertigen lassen. Da die staatliche Malerwerkstatt des Meisters Osman jedoch dem traditionellen, von den meisten Vertretern des Islams tolerierten Stil verpflichtet ist, arbeiten die besten Illustratoren Velican („Olive“), Hasan Celibi („Schmetterling“) und Musavvir Mustafa („Storch“) zu Hause an diesem geheimen Projekt. Sie erhalten Teilaufträge mit genauen Anweisungen, die ihnen nur einen fragmentarischen Einblick gewähren. Die Künstler geraten durch ihre Arbeiten in einen Gewissenskonflikt zwischen religiöser Anschauung, wonach sie wie die „Franken“ die Verherrlichung des Menschen betreiben und zudem die jahrhundertealte Bildgestaltung verdrängen, und dem Interesse an neuen künstlerischen Möglichkeiten, die sie aber technisch noch nicht beherrschen und nur imitieren. Aus dieser Situation heraus werden der vom Prediger Nusret Hodscha aus Erzurum fanatisierte Ornamentierer Fein und bald darauf der Oheim erschlagen. Mordinstrument der zweiten Tat ist ein 300 Jahre altes mongolisches Tintenfässchen aus Täbris, und die darin enthaltene Farbe Rot vermischt sich symbolträchtig mit dem Blut des Opfers. Dessen das Universum durchstreifende Seele erreicht schließlich einen wundervoll roten Bereich. Auf ihre Frage, ob sie sich nicht zu sehr von den Bildern der Ungläubigen habe berühren lassen, hört sie eine Stimme: „Der Westen wie der Osten, beide sind mein“ (Kap. 37, S. 310).
Die ohne ihren Vater schutzlose und von ihrem Schwager Hasan bedrängte Şeküre heiratet Kara unter der Bedingung, den Tod des Vaters aufzuklären. Dieser vermutet den Mörder unter den Malern der Werkstatt und versucht, diesem gemeinsam mit Meister Osman durch Stilanalysen auf die Spur zu kommen, indem sie in der Schatzkammer des Sultans die Vorbilder der Künstler mit einer bei dem toten Fein gefundenen Pferdezeichnung vergleichen. So erreichen sie ihr Ziel und der persische Illustrator Olive muss die Taten gestehen. Im Kampf mit Kara verletzt er diesen schwer und kann entkommen, doch wird er auf der Flucht vom eifersüchtigen Hasan getötet, der ihn kurioserweise für einen Gefährten seines Rivalen hält. Şeküre pflegt den Verwundeten und entdeckt, da er den Fall gelöst hat und dies fast mit seinem Leben bezahlen musste, ihre Liebe zu ihm. Trotz der Erfüllung seines Jugendtraumes und der Zuwendung seiner Frau sind die 26 Jahre bis zu seinem Tod von Melancholie begleitet, vielleicht eine Reaktion auf das Desinteresse der Nachfolger des Sultans an der Kunst und den Niedergang der Werkstätten: Man malt jetzt weder im östlichen noch im westlichen Stil, sondern überhaupt nicht mehr: „Das Bild wurde aufgegeben“ (Kap. 59, S. 550). Der Roman endet mit dem unerfüllten Wunsch der alt gewordenen Protagonistin, von sich sowohl ein individuelles Jugend-Porträt als auch ein Bildnis der Glückseligkeit – eine Mutter, die ihre Kinder stillt – im Stil der alten, die Zeit anhaltenden Herater Meister zu besitzen.
Der Autor lässt den Roman von Şeküres Sohn Orhan nach den Erzählungen seiner Mutter, die wiederum die persönlichen Mitteilungen der anderen Personen gesammelt hat, gemischt mit eigenen Vorstellungen und Erfindungen, schreiben und eröffnet damit ein breites Spektrum sich überlagernder und, durch die Berichte der ermordeten Opfer, die Grenzen der Realität überschreitender fiktiver Perspektiven. So entsteht eine komplexe polyphone Struktur: Elf Haupt- und Nebenfiguren präsentieren abwechselnd die Handlung, im Allgemeinen in chronologischer Reihenfolge. Durch die jahrhundertealten Märchen- und Sagenstoffe, z. B. von Rüstem aus dem „Königsbuch“ (Schāhnāme) von Firdausi oder vor allem die leitmotivisch eingesetzte Situation, als sich die schöne Şirin durch ein Bild in König Hüsrev verliebt, ebenso durch die Historien der alten Meistermaler und ihrer kostbaren Werke und die von einem Märchenerzähler (Meddah) wie in einem Rollenspiel zur Sprache gebrachten gemalten Figuren (Hund, Pferd, Frau, Satan, Tod usw.) erweitert sich die Kriminalgeschichte zu einem phantasievollen breiten Gemälde.

#### Schnee
Der Roman Schnee ist 2002 unter dem Titel Kar im Original auf Türkisch und 2005 in der Übersetzung von Christoph K. Neumann auf Deutsch im Carl Hanser Verlag erschienen. Er beschreibt auf z. T. satirische Weise die Zustände und die verschiedenen Akteure in einer türkisch/kurdischen Provinzstadt, die wie eine Art Mikrokosmos für die Türkei insgesamt steht.
Im Zentrum der Handlung steht der Dichter und Journalisten Ka, der sich in die Provinzstadt Kars begibt, um dort von einer Serie von Selbstmorden unter jungen Frauen zu berichten. Sie brachten sich um, weil sie gezwungen wurden, in der Universität das Kopftuch abzulegen. Insgeheim möchte er aber auch seine ehemalige Freundin aus der Studentenzeit Ipek wiedersehen, die sich inzwischen von ihrem Mann, dem dortigen Polizeipräsidenten und Bürgermeisterkandidat, getrennt hat. Ka beginnt mit der Recherche, indem er mit verschiedenen Akteuren im Ort und den Hinterbliebenen spricht. Der Aufenthalt inspiriert Ka nach einer längeren Schaffenskrise zu neuen Gedichten. Auch mit Ipek kommt er wieder in Kontakt. Die Spannungen im Ort werden sichtbar, als Ipek und er Zeugen des Mordes am Direktor der Universität werden, an der sich die jungen Frauen wegen des Kopftuchverbots umbrachten. Völlig außer Kontrolle gerät die Theateraufführung einer Schauspieltruppe am selben Abend, der auch Ka beiwohnt. Während der Aufführung kommt es zu einem Putsch, zunächst inszeniert von Schauspielern, dann durch reale Soldaten, die in den Zuschauerraum schießen. Aufgrund des starken Schneefalls ist der Ort von der Außenwelt abgeschnitten und niemand kann die Stadt verlassen. Ka wird immer stärker in die Ereignisse hereingezogen und soll helfen einen gemeinsamen Aufruf gegen den Putsch, an dem sich auch ein untergetauchter Islamistenführer beteiligt, in einer deutschen Zeitung zu veröffentlichen. Schließlich bricht sein Bericht ab und der Ich-Erzähler muss den weiteren Verlauf der Ereignisse rekonstruieren.
Mit der in der Gegenwart angesiedelten Handlung thematisiert Pamuk einige im Erscheinungsjahr 2002 aktuelle Streitfragen, wie die Rolle des laizistisch verfassten Staates, die Überwachung durch die Polizei und das Kopftuchverbot. Dabei geht es ihm weniger darum, eindeutig Stellung zu beziehen als vielmehr die Konfliktlagen und unterschiedlichen Akteure zu beschreiben: „Jeder, jede wichtige Strömung, kommt im Roman zu Wort: die Türken und die Kurden, die Nationalisten, die Säkularisten, die Armee, die Gläubigen und die islamistischen Fundamentalisten. Das Thema ist zwar politisch, aber der Roman handelt von etwas anderem, vielleicht vom Sinn des Lebens in diesem ostanatolischen Winkel der Welt.“

#### Das Museum der Unschuld
In diesem Roman erzählt Pamuk eine Liebesgeschichte, die zwischen 1975 und 1985 in Istanbul spielt. Der reiche Fabrikantensohn Kemal und die gut ausgebildete Sibel planen zu heiraten. Eines Tages trifft Kemal zufällig eine Familienverwandte, Füsun, eine junge Frau, die aus einer niedrigeren Schicht stammt. Sie verlieben sich, aber können nicht zusammenleben. Kemals Liebe für Füsun wächst mit der Zeit und er fängt an Füsuns persönliche Gegenstände zu sammeln, mit denen er am Ende ihrer traurigen Liebesgeschichte ein Museum öffnet.
„Das Museum der Unschuld“ ist der Titel des Buches und gleichzeitig der Name des Museums. Pamuk beschreibt das Museum als „eine bescheidene Sammlung des täglichen Lebens in Istanbul.“

#### Diese Fremdheit in mir
Der Roman Diese Fremdheit in mir wurde 2014 unter dem Titel Kafamda Bir Tuhaflık erstmals veröffentlicht und erschien 2016 in der Übersetzung von Gerhard Meier im Carl Hanser Verlag. Darin geht es um die Lebensgeschichte eines Straßenverkäufers in Istanbul, anhand derer auch das Geschehen der letzten 50 Jahre in dieser Metropole geschildert wird. In den 1960er Jahren verliebt sich Mevlut in eine Frau in Anatolien. Drei Jahre lang wirbt er um sie, bis ihr Schwager ihm schließlich die ältere Schwester schickt, während sein Jugendfreund die von ihm eigentlich Begehrte zur Frau nimmt. Mevlut fügt sich in sein Schicksal und heiratet die Frau, die er eigentlich nicht liebt, aber seine große Liebe wird, und über viele Jahre leben beide Familien in Istanbul zusammen.

#### Die rothaarige Frau
Die rothaarige Frau erschien 2017 in der Übersetzung aus dem Türkischen durch Gerhard Meier erstmals auf Deutsch. Die Originalausgabe wurde 2016 unter dem Titel Kırmızı Saçlı Kadın vom Verlag Yapı Kredı Yayınları veröffentlicht. Der Roman schildert die Erinnerungen des Ich-Erzählers Cem an ein lang zurück liegendes Ereignis und dessen Auswirkungen auf sein weiteres Leben. Die Handlung spielt im Großraum Istanbul in den 1980er Jahren und reicht bis in die Gegenwart. Der Autor verknüpft die in der modernen Türkei angesiedelte Handlung mit der griechischen Ödipus-Sage sowie der Sage von Rostam und Sohrab aus dem persischen Nationalepos Schāhnāme.

#### Die Nächte der Pest
Die Nächte der Pest wurde 2021 unter dem Titel Veba Geceleri veröffentlicht und erschien im Februar 2022 in der Übersetzung aus dem Türkischen durch Gerhard Meier auf Deutsch im Carl Hanser Verlag.

### Sonstige Werke

#### Istanbul – Erinnerung an eine Stadt
Das autobiografische Werk erschien erstmals 2003 unter dem Originaltitel İstanbul – Hatıralar ve Şehir in der Türkei und 2006 in der deutschen Übersetzung von Gerhard Meier beim Carl Hanser Verlag.
Gegliedert in 37 Kapiteln beschreibt der Autor darin seine Erinnerung an seine Kindheit und Jugend in Istanbul etwa im Zeitraum von Mitte der 50er Jahre (Pamuk ist 1952 in Istanbul geboren) bis ca. 1972, als er sich entschließt, sein Studium der Architektur und die Malerei aufzugeben und Schriftsteller zu werden. Neben diesen autobiografisch geprägten Erinnerungen berücksichtigt der Autor die Eindrücke von westlichen Orientreisenden wie den französischen Romantikern des 19. Jahrhunderts Gèrard de Nerval und Théophile Gautier sowie von türkischen Schriftstellern und Journalisten des beginnenden 20. Jahrhunderts. Damit thematisiert Pamuk die weitgehenden kulturellen Veränderungen, die die Türkei und Istanbul erschüttert haben. Er beschreibt die tiefe Melancholie (türk. hüzün) seiner Bewohner, die aus der Alltagskultur Istanbuls nicht wegzudenken sei. Orhan Pamuk versteht hüzün als „das Gefühl, mit dem sich im letzten Jahrhundert Istanbul und seine Bewohner auf intensivste Weise infiziert haben“. Darüber hinaus enthält das Werk zahlreiche Fotos von Istanbul aus den 50er und 60er Jahren sowie die Stadtansichten von Anton Ignaz Melling aus dem 18. Jahrhundert, denen der Autor ebenfalls ein eigenes Kapitel widmet.
In Bezug auf die Gattung entspricht das Werk am meisten einem sehr langen Essay, z. T. wird es aber in der Sekundärliteratur auch als Roman bezeichnet.

#### Ben Bir Ağacım
Ben Bir Ağacım (auf Deutsch: Ich bin ein Baum) erschien im August 2013 beim Verlag Yapı Kredi Yayınları in türkischer Sprache und ist ein Sammelband mit verschiedenen Auszügen aus Romanen des Autors. Er enthält u. a. ein Kapitel aus dem noch nicht publizierten Roman Kafamda bir tuhaflık’ın (etwa: „Eine Skurrilität in meinem Kopf“), in dem der Protagonist Mevlut Karataş aus seiner Schulzeit erzählt, sowie eine Auswahl von Geschichten aus den Romanen Das schwarze Buch, Mein Name ist Rot (Kp. 10 Ich bin ein Baum: erzählt wird die Geschichte eines zur Illustration eines Buches vorgesehenen Baumes), Schnee und Istanbul.
Diese Zusammenstellung kann als Einführung in Pamuks Werk angesehen werden, denn die ausgewählten Texte sind in einer leicht verständlichen Sprache geschrieben, damit sie möglichst viele (insbesondere jüngere) Menschen, lesen und verstehen können.

#### Fotobücher Pamuks
Im Herbst 2018 erschien in Deutschland das erste Fotobuch Pamuks, Balkon. Die Aufnahmen entstanden innerhalb fünf Wintermonaten sämtlich vom Balkon Pamuks aus und zeigen den Schiffsverkehr auf dem Bosporus. Das Fotobuch Orange mit Stadtszenen, die das Istanbul von Pamuks Kindheit darstellen, erschien 2020 ebenfalls im Göttinger Steidl Verlag.

#### Ausstellungen
Eine Fotoausstellung mit 835 Aufnahmen Pamuks, außerdem vier Videos mit Lesungen aus Pamuks Buch Istanbul. Erinnerung an eine Stadt sowie Interviews zeigt das Lübecker Günter-Grass-Haus von Oktober 2020 bis Ende Januar 2021 in einer Sonderausstellung. Die Literaturnobelpreisträger Pamuk und Grass waren sich 2010 in Istanbul begegnet.
In der Ausstellung "Der Trost der Dinge" präsentierte Orhan Pamuk 2023 und 2024 in der Dresdner Gemäldegalerie und im Münchner Lenbachhaus Assemblagen, Readymades und dreidimensionale Collagen, die in nummerierten Schaukästen arrangiert sind. Der Autor setzte sich zudem mit ausgewählten Werken der jeweiligen Sammlung künstlerisch auseinander. Die Ausstellung wurde in Zusammenarbeit mit dem Museum der Unschuld in Istanbul erstellt und zeigt den Schriftsteller als Zeichner, Maler und Sammler.

## Politische Positionen

### Politisches Engagement in der Türkei
Pamuk bezieht häufig zu kontroversen gesellschaftlichen und politischen Themen in der Türkei und Europa Stellung. Er ist deshalb ein gefragter Interviewpartner und Essayist. Trotz dieses Engagements sieht sich Pamuk aber in erster Linie als belletristischer Schriftsteller, der keine konkreten politischen Ziele verfolgt. Mit seinem Engagement ist er einem Humanismus verpflichtet, wie er auch in seinen Werken zum Ausdruck kommt.  
„Was die Literatur heute in erster Linie erzählen und erforschen sollte, das ist der Menschheit grundsätzliches Problem, nämlich Minderwertigkeitsgefühle, die Furcht, ausgeschlossen und unbedeutend zu sein, verletzter Nationalstolz, Empfindlichkeiten, verschiedenste Arten von Groll und grundsätzlichem Argwohn, nicht enden wollende Erniedrigungsphantasien und damit einhergehend nationalistische Prahlerei und Überheblichkeit.“ 
Pamuk setzte sich in der Türkei wiederholt für die Meinungsfreiheit ein, ohne dabei Rücksicht auf mögliche Bedrohungen durch Islamisten oder Nationalisten zu nehmen. Die Fatwa gegen Salman Rushdie verurteilte er als erster Autor in der islamischen Welt. Er setzte sich für den türkisch-kurdischen Schriftsteller Yaşar Kemal ein, als dieser 1995 in der Türkei angeklagt wurde. Zudem kritisierte er die Kurdenpolitik der türkischen Regierung und lehnte deshalb den Empfang des türkischen Kulturpreises ab.
Mit dem 2002 erschienenen Roman Schnee (Kar) beschreibt der Autor auf distanzierte und teilweise ironische Weise aktuelle politische und gesellschaftliche Akteure der Türkei und greift zudem die polarisierende Problematik des Kopftuchverbots auf, ohne dazu eindeutig Stellung zu beziehen. Der Autor wurde daraufhin vor allem von nationalistischen Kreisen angefeindet. Der Roman stieß aber auch in aufgeklärten Kreisen teilweise auf wenig Verständnis, so dass Pamuk nach eigener Aussage in der Türkei „niemandem geheuer“ sei: „Ich äussere mich öffentlich kritisch gegenüber dem türkischen Nationalismus, das können die vielen Nationalisten hier nicht ertragen. Und auch die Tatsache, dass ich in der Welt herumfliege, […] und dabei nicht mit der türkischen Flagge winke wie ein olympischer Goldmedaillengewinner, sondern, dass ich kritisch bin, das treibt viele Türken zum Wahnsinn.“
2007 zog sich Pamuk für einige Jahre aus der Öffentlichkeit zurück. Die auf den Roman Schnee folgenden Veröffentlichungen griffen keine aktuellen politischen Themen auf. Die Proteste um den Gezi-Park in Istanbul 2013 unterstützte er aber wieder. Ebenso kritisierte er die zunehmende Einschränkung der Meinungsfreiheit in der Türkei öffentlichkeitswirksam. Nach dem gescheiterten Putsch 2016 protestierte er gegen die willkürlichen Verhaftungen und unterzeichnete beispielsweise mit anderen internationalen Autoren einen Protestbrief des PEN, der sich gegen die Inhaftierung zahlreicher Journalisten und Intellektuellen richtete.

### Anfeindungen durch türkische Nationalisten
Am Ende des bereits oben zitierten Interviews, das im Magazin des Zürcher Tages-Anzeigers am 5. Februar 2005 erschien, erwähnte Pamuk, dass es in der Türkei ein massenhaftes Töten von Armeniern gegeben hat, wobei er den Begriff „Völkermord“ nicht verwendete: „Man hat hier dreißig Tausend Kurden umgebracht. Und eine Million Armenier. Und fast niemand traut sich, das zu erwähnen. Also mache ich es. Und dafür hassen sie mich.“
Daraufhin betrieben türkische Nationalisten eine Kampagne gegen ihn. Er wurde in der Presse beschimpft und erhielt Morddrohungen. Im Kreise Sütçüler in der Provinz Isparta ordnete ein Landrat an, dass die in Buchhandlungen und öffentlichen Bibliotheken vorhandenen Bücher Pamuks verbrannt werden sollten. Da die Bücher schon längst entfernt worden waren, konnte die Maßnahme nicht durchgeführt werden und wurde später vom Gouverneur wieder rückgängig gemacht.
Von einem Istanbuler Bezirksstaatsanwalt wurde Pamuk wegen Verstoßes gegen den Artikel 301 des türkischen Strafgesetzbuches, der sogenannten „öffentlichen Herabsetzung des Türkentums“ angeklagt, worauf in der Türkei damals bis zu fünf Jahre Haft standen. Der Prozess begann am 16. Dezember 2005, wurde jedoch noch am selben Morgen wegen offener Verfahrensfragen auf Februar 2006 vertagt. Gegen den Prozess protestierten unter anderen Amnesty International und zahlreiche Schriftstellerorganisationen sowie der Präsident des Deutschen Bundestages Norbert Lammert. Das Verfahren wurde am 22. Januar 2006 zunächst eingestellt. Nach Wiederaufnahme des Verfahrens wurde Pamuk zu einer Schadenersatzzahlung in Höhe von 6000 türkischen Lira an sechs Kläger verurteilt, die sich durch seine Äußerungen zum Völkermord an den Armeniern beleidigt fühlten.
Auch nach dem Prozess sah sich der Autor mit Morddrohungen konfrontiert, so dass er im Januar 2007 eine geplante Deutschlandreise absagte und die Türkei verließ. Im Januar 2008 wurde bekannt, dass die nationalistische Untergrundorganisation Ergenekon Mordanschläge u. a. auch auf Orhan Pamuk geplant haben soll. Zu den festgenommenen Mitgliedern gehörte ein Rechtsanwalt, der zusammen mit anderen das Strafverfahren gegen Pamuk angestrengt hatte.

Im November 2021 wurde Pamuk erneut angeklagt. Ein Amtsgericht in Istanbul hat in zweiter Instanz einer Anzeige wegen Beleidigung des Staatsgründers Kemal Atatürk stattgegeben. Die Vorwürfe beziehen sich auf den im Frühjahr 2021 in der Türkei erschienenen Roman „Veba Geceleri“ (deutsche Übersetzung: „Nächte der Pest“). Mit einer literarischen Figur aus dem Roman, einem jungen Offizier namens Kamil, verspotte Pamuk den Staatsgründer der Türkei, was dort strafbar ist. 
„Ein Rechtsanwalt aus Izmir reichte […] Strafanzeige gegen Pamuk ein. So wie der Schriftsteller 2005 die türkische Nation beleidigt habe, indem er von armenischen und kurdischen Opfern türkischer Massaker gesprochen habe, so greife er mit der Verhöhnung von Atatürk nun wieder die Werte des türkischen Volkes an, hieß es in der Anzeige von Tarcan Ülük. Pamuk wurde von der Staatsanwaltschaft zum Verhör einbestellt und bestritt die Vorwürfe. Die Figur des Offiziers Kamil werde in seinem Roman vom Volk geliebt, sagte der Schriftsteller.“

### Kritik am Westen
In vielen Beiträgen und Interviews hat Pamuk die Haltung des Westens gegenüber der Türkei bzw. der islamischen Welt kritisiert. Ein viel beachteter Aufsatz, der erstmals in der Süddeutschen Zeitung als Reaktion auf die Terroranschläge am 11. September 2001 erschienen ist, erklärt die teilweise positive Reaktion der Bevölkerung in der arabischen Welt: „Der Westen hat leider kaum eine Vorstellung von diesem Gefühl der Erniedrigung, das eine große Mehrheit der Weltbevölkerung durchlebt und überwinden muss, ohne den Verstand zu verlieren oder sich auf Terroristen, radikale Nationalisten oder Fundamentalisten einzulassen.“ Eine Lösung des Konflikts mit militärischen Mitteln, wie sie die USA anstreben, kritisiert er im gleichen Aufsatz deutlich:  
„Heute ist das Problem des „Westens“ weniger, herauszufinden, welcher Terrorist in welchem Zelt, welcher Höhle, welcher Gasse, welcher fernen Stadt einen neuen Anschlag vorbereitet, um dann Bomben regnen zu lassen. Das Problem des Westens ist vielmehr, die seelische Verfassung der armen, erniedrigten und sich stets im „Unrecht“ befindenden Mehrheit zu verstehen, die nicht in der westlichen Welt lebt.“ 

Auch in der Rede zum Erhalt des Friedenspreises des Deutschen Buchhandels wirft Pamuk dem Westen eine überhebliche Haltung gegenüber den Ländern des Nahen Ostens vor: 

„Oft wird unter dem Ost-West-Problem nichts anderes aufgefasst als die Tatsache, dass die armen Länder im Osten sich nicht allen Anforderungen des Westens und der USA beugen wollen. Dieser Standpunkt verrät, dass die Kultur, das Leben und die Politik jener Gefilde, aus denen auch ich stamme, nur als lästiges Problem angesehen werden, und von Schriftstellern wie mir wird sogar eine Lösung für dieses Problem erwartet. Dazu muss gesagt werden, dass der herablassende Stil, in dem dergleichen formuliert wird, Teil des Problems an sich ist.“ 
Pamuk hat in vielen Zeitungsbeiträgen und Reden vehement für den Beitritt der Türkei in die Europäische Union geworben und sich bemüht, die Bedenken zu entkräften. Wenn Europa die Ideale der Französischen Revolution von Freiheit, Gleichheit und Brüderlichkeit ernst nehme, könne es auch ein mehrheitlich muslimisches Land wie die Türkei in die EU aufnehmen. Die Stärke Europas bestehe in einer Entwicklung, die gerade nicht durch religiöse, sondern durch säkulare Kräfte hervorgebracht wurde. An anderer Stelle hebt er hervor, dass das „Herzstück der Europäischen Union“ der Friedensgedanke ist und der Wunsch der Türkei, an dieser friedlichen Kooperation zwischen Staaten teilzuhaben, nicht ausgeschlagen werden dürfe. Dabei gehe es auch um die Wahl zwischen „bücherverbrennendem Nationalismus“ und Frieden. In späteren Interviews hat er die zögerliche Haltung der Europäer kritisiert und die Abwendung vieler Türken von Europa damit begründet. Die zunehmende Abschottung Europas während der Flüchtlingskrise 2015 verurteilte er: „Der Umgang mit den Flüchtlingen beschädigt nicht nur den sozialen Zusammenhang in Europa, sondern auch den Geist Europas.“

## Auszeichnungen
Für die französische Übersetzung seines Romans Sessiz Ev (dt. Das stille Haus) erhielt er 1991 den Prix de la découverte européenne, für den Roman Beyaz Kale (dt.: Die weiße Burg) 1990 den Independent Foreign Fiction Prize. Der Roman Benim Adım Kırmızı (dt.: Rot ist mein Name) wurde 2003 mit dem hochdotierten IMPAC Dublin Award ausgezeichnet.
Am 12. Oktober 2006 gab die Schwedische Akademie ihren Beschluss bekannt, Pamuk, „der auf der Suche nach der melancholischen Seele seiner Heimatstadt neue Sinnbilder für Streit und Verflechtung der Kulturen gefunden“ habe, den Nobelpreis für Literatur des Jahres 2006 zuzuerkennen.
- 1979: Gewinner des Romanwettbewerbs des Verlagshauses Milliyet mit dem Roman Cevdet Bey ve Oğulları (TR)
- 1983: Orhan-Kemal-Literaturpreis für Cevdet Bey ve Oğulları (TR)
- 1984: Madarali Romanpreis für Sessiz Ev (TR)
- 1990: Independent Foreign Fiction Prize
- 1991: Prix de la découverte européenne
- 2003: International IMPAC Dublin Literary Award für Rot ist mein Name
- 2005: Friedenspreis des Deutschen Buchhandels[34]
- 2005: Ricarda-Huch-Preis
- 2005: Mitglied der American Academy of Arts and Letters[35]
- 2006: Nobelpreis für Literatur
- 2007: Ehrendoktorwürden der FU Berlin als „Ausnahmeerscheinung der Weltliteratur“, der Katholischen Universität Brüssel und der Bosporus-Universität in Istanbul
- 2008: Aufnahme in die American Academy of Arts and Sciences
- 2012: Sonning-Preis
- 2012: Marbacher Schillerrede[36]
- 2015: Erdal-Öz-Literaturpreis
- 2016: Nominierung für den Man Booker International Prize
- 2017: Shortlist des International DUBLIN Literary Award mit A Strangeness in My Mind
- 2018: Mitglied der American Philosophical Society
- 2021: Sedat-Simavi-Preis für Veba Geceleri (TR)
- 2023: Ehrendoktorwürde der Universität Paris-Nanterre[37]

## Zitate
- „Meine Aufgabe besteht nicht darin, den Europäern die Türken und den Türken die Europäer zu erklären, sondern gute Bücher zu schreiben.“[38]
- „Wissen Sie, es gibt Leute, die lieben ihr Vaterland, indem sie foltern. Ich liebe mein Land, indem ich meinen Staat kritisiere.“[39]

## Werke
- Cevdet Bey ve Oğulları (1982), ISBN 975-470-455-4 dt. Cevdet und seine Söhne (2011), ISBN 978-3-446-23639-4
- Sessiz Ev (1983), ISBN 975-470-444-9 dt. Das stille Haus (2009), ISBN 978-3-446-23400-0
- Beyaz Kale (1985), ISBN 975-470-454-6; dt. Die weiße Festung (1990), ISBN 3-518-38999-8
- Kara Kitap (1990), ISBN 975-470-453-8; dt. Das schwarze Buch (1995), ISBN 3-596-12992-3
- Gizli Yüz (1992) Spielfilm Türkei 1991, Regie: Ömer Kavur, Drehbuch: Orhan Pamuk, Ömer Kavur
- Yeni Hayat (1994), ISBN 975-470-445-7; dt. Das neue Leben (1998), ISBN 3-596-14561-9
- Benim Adım Kırmızı (1998), ISBN 975-470-711-1; dt. Rot ist mein Name (2001), ISBN 3-596-15660-2
- Öteki Renkler (1999), ISBN 975-470-765-0
- Kar (2002), ISBN 975-470-961-0; dt. Schnee (2005), ISBN 3-446-20574-8
- İstanbul – Hatıralar ve Şehir (2003); dt. Istanbul – Erinnerung an eine Stadt (2006), ISBN 978-3-446-20826-1
- Babamın Bavulu (2007) ISBN 978-975-05-0482-2; dt. Der Koffer meines Vaters (2010), ISBN 978-3-446-23492-5
- Mandarin (2008) Spielfilm Türkei/Ungarn Regie: Balázs Simonyi, Drehbuch: Orhan Pamuk / Balázs Simonyi
- Masumiyet Müzesi (2008), ISBN 978-975-05-0609-3; dt. Das Museum der Unschuld (2008), ISBN 3-446-23061-0
- Der Blick aus meinem Fenster: Betrachtungen (2008), ISBN 978-3-596-17763-9
- Manzaradan Parçalar: Hayat, Sokaklar, Edebiyat (2010), ISBN 978-975-05-0798-4
- Saf ve Düşünceli Romancı (2011), ISBN 978-975-05-0940-7; dt. Der naive und der sentimentalische Romancier (2012), ISBN 978-3-446-23884-8
- Ben Bir Ağacım (2013), ISBN 978-975-08-2610-8
- Kafamda Bir Tuhaflık (2014), ISBN 978-975-08-3088-4, dt. Diese Fremdheit in mir. Hanser, München 2016, ISBN 978-3-446-25058-1.
- Innocence of Memories (2015) Spielfilm Großbritannien, Regie: Grant Gee, Drehbuch: Orhan Pamuk, Grant Gee
- Kırmızı Saçlı Kadın (2016), ISBN 978-975-08-3560-5, dt. Die rothaarige Frau. Aus dem Türkischen von Gerhard Meier. Hanser, München 2017, ISBN 978-3-446-25648-4.
- Orange (2020), Istanbul, YKY. ISBN 978-3-95829-653-4.
- Veba Geceleri (2021), Istanbul, YKY. dt. Die Nächte der Pest, Aus dem Türkischen von Gerhard Meier. Hanser, München 2022, ISBN 978-3-446-27084-8.

## Sekundärliteratur
Zum Werk
- Ian Almond: Islam, Melancholy, and Sad, Concrete Minarets: The Futility of Narratives in Orhan Pamuk’s “The Black Book”. In: New Literary History, 34. 2003. H. 1, S. 75–90.
- Feride Çiçekoğlu: A Pedagogy of Two Ways of Seeing: A Confrontation of “World and Image” in “My Name is Red”. In: The Journal of Aesthetic Education, 37. 2003. H. 3, S. 1–20.
- Feride Çiçekoğlu: Difference, Visual Narration and “Point of View” in “My Name is Red”. In: The Journal of Aesthetic Education, 37. 2003. H. 4, S. 124–137.
- Catharina Dufft: Orhan Pamuks Istanbul (= Mîzân, Band 14). Harrassowitz, Wiesbaden 2007, ISBN 978-3-447-05629-8 (zugleich Dissertation an der Freien Universität Berlin, 2007).
- Catharina Dufft: The Autobiographical Space in Orhan Pamuk’s Works. In: Olcay Akyıldız, Halim Kara, Börte Sagaster (Hrsg.): Autobiographical Themes in Turkish Literature: Theoretical and Comparative Perspectives (= Istanbuler Texte und Studien 6). Ergon, Würzburg 2007.
- Catharina Dufft: Eintrag Pamuk, Orhan in Munzinger Online/KLfG – Kritisches Lexikon zur fremdsprachigen Gegenwartsliteratur.
- Priska Furrer: Sehnsucht nach Sinn. Literarische Semantisierung von Geschichte im zeitgenössischen türkischen Roman. Reichert, Wiesbaden 2005, ISBN 978-3-89500-370-7 (zugleich Habilitationsschrift an der Universität Bern, 2002).
- Katrin Gebhardt-Fuchs: Das Ich – ein zweites Selbst – Interkulturelle Selbstkonstruktion und ethnographische Repräsentationsweise in Orhan Pamuks Roman „Die weiße Festung“. KIT-Bibliothek, Karlsruhe 2014, DNB 1059157519 (Dissertation Karlsruher Institut für Technologie (KIT), 13. August 2014, Betreuer: Bernd Thum, online PDF, kostenfrei, 196 Seiten, 1,1 MB).
- Yasemin Karakaşoğlu: Fünf Stimmen im lautlosen Haus. Geschichte, Zeit und Identität im türkischen Gegenwartsroman am Beispiel von „Sessiz Ev“ von Orhan Pamuk (= Mîzân, Band 5). Harrassowitz, Wiesbaden 1993, ISBN 3-447-03379-7.
- Oliver Kohns: Weltliteratur und das Missverstehen des Romans – Orhan Pamuks „Masumiyet Müzesi“ („Museum der Unschuld“). In: Thomas Hunkeler, Sophie Jaussi, Joëlle Légeret (Hrsg.): Produktive Fehler, konstruktive Missverständnisse (= Colloquium Helveticum, 46). Aisthesis Verlag, Bielefeld 2017 (als pdf-download, Stand 29. März 2020).
- Julian Rentzsch, Petr Kučera (Hrsg.): Texts, Contexts, Intertexts - Studies in Honor of Orhan Pamuk. Ergon Verlag, Baden-Baden, 2022, ISBN 978-3-95650-973-5 (Print), ISBN 978-3-95650-974-2 (ePDF)

Interview / Gespräch
- Gero von Boehm: Orhan Pamuk, 22. Juli 2008. Interview in: Begegnungen. Menschenbilder aus drei Jahrzehnten. Collection Rolf Heyne, München 2012, ISBN 978-3-89910-443-1, S. 602–615.

## Filme
- Menschenlandschaften – „Sechs Porträts türkischer Schriftsteller“. Porträt Orhan Pamuks, WDR Dezember 2010, Produktion: Lighthouse Film (in Zusammenarbeit mit dem Kulturforum Türkei/Deutschland), Regie: Osman Okkan, Kamera: Tom Kaiser, Antonio Uscategui, Schnitt: Daniela Roos, Nils Schomers. Beratung: Galip Iyitanir
- Orhan Pamuk – Die Entdeckung der Einsamkeit. Dokumentation, 45 Min., Buch und Regie: Florian Leidenberger, Erstsendung: Bayerischer Rundfunk, 17. Juli 2005 (Inhaltsangabe von arte)
- Testfall für die Meinungsfreiheit – Der Schriftsteller Orhan Pamuk in der Türkei vor Gericht. Reportage, 8 Min., Produktion: NDR, 2. Oktober 2005 (Inhaltsangabe vom NDR (Memento vom 30. September 2007 im Internet Archive))

### Interviews
- „Die Erfindung der Türkei. Der Schriftsteller Orhan Pamuk über osmanische Traditionen, Verwestlichung und die Zukunft Europas“, Der Tagesspiegel, 12. August 2005
- »Schnecken im Muslimviertel«, Jungle World vom 2. November 2005, Interview von Deniz Yücel
- „Ich ein glücklicher Mensch, wenn ich schreibe“, Literatur-Nobelpreisträger Orhan Pamuk im Interview mit Rubina Möhring, Kulturzeit vom 13. August 2008, Video 5:36 Min.
- Die Quittenreibe und das Universum der Liebe, 25. Oktober 2008, Neue Zürcher Zeitung

### Rezensionen
- Vom Himmel durch die Welt zur Hölle. Die heimliche Logik der Farbe. In seinem meisterhaften Roman „Rot ist mein Name“ fragt Orhan Pamuk, auf welcher Seite Allah steht. Frankfurter Allgemeine Zeitung, 10. November 2001, S. V.
- „Das Religiöse ist politisch“ (Memento vom 15. März 2012 im Internet Archive), Netzeitung, 12. Oktober 2006.